# جو مورفی
جو مورفی (انگلیسی: Joe Murphy؛ زادهٔ ۱۸۷۳) بازیکن فوتبال اهل بریتانیا است. از باشگاه‌هایی که در آن بازی کرده‌است می‌توان به باشگاه فوتبال استوک سیتی، باشگاه فوتبال آرسنال، و باشگاه فوتبال هیبرنین اشاره کرد.